# 長岡市立小国小学校
長岡市立小国小学校（ながおかしりつ おぐにしょうがっこう）は、新潟県長岡市小国町にある公立小学校。

## 概要
小国地域にあった上小国小学校・渋海小学校・下小国小学校の3つの小学校を統合する形で2017年に設立された。旧渋海小学校の校地・校舎を使用している。

## 沿革
2013年に今後の児童減少への対応策について地元での意見交換会で検討が始まり、2014年12月に「小国地域3小学校統合準備会」が発足。2015年6月に準備会は統合の要望書を市の教育委員会に提出、同年9月の市議会で統合が正式に決定した。

## 教育方針
- 「愛夢志」ふるさと小国を愛し 夢に向かって 志高くがんばり抜く子[3]

## 通学区域
長岡市小国地域